# 高強度インターバルトレーニング
高強度インターバルトレーニング（こうきょうどインターバルトレーニング、英: High-intensity interval training, HIIT（ヒット））とは、インターバルトレーニングの拡張形で、不完全回復をはさみながら高強度・短時間の運動 (無酸素運動) を繰り返すトレーニング方法である。高強度間欠的運動 (HIIE) や スプリントインターバルトレーニング (SIT) や VO2max インターバルトレーニング とも呼ばれる。
高強度インターバルトレーニングは、心血管運動の一種である。一般的な高強度インターバルトレーニングは、合計4〜30分程度である。この短時間の負荷の高いトレーニングは、運動能力を向上させ、グルコース代謝を改善し、脂肪を燃焼させる。また、自尊心やストレス耐性を高め、不安を軽減する効果も期待できる。

## 方法
高強度インターバルトレーニングでは、まず、ウォーミングアップを行う。その後、3〜10セットの高強度の運動を、不完全回復（低・中強度の運動や短時間の休息）を挟みながら行う。そして、最後にクーリングダウンを行う。高強度の運動は、限界に近いレベルで行う必要がある。反復回数や運動時間は用いる運動によって様々であるが、20秒以上、3回以上である。
高強度インターバルトレーニングで、決まったやり方は存在しない。心臓血管のトレーニング状況次第では、回復時の中程度負荷は徒歩になることもある。一般的なパターンでは、高負荷と中負荷の時間の比率を 2:1 にするやり方で、例えば、30〜40秒の高負荷スプリントの後、15〜20秒のジョギングもしくは徒歩を行う。
高強度インターバルトレーニングの全体は合計4〜30分にする。これは、時間が限られているときに、最も効率的なトレーニング方法であると言える。

### Peter Coe 法
1970年代に、コーチの Peter Coe が高強度インターバルトレーニングを息子のセバスチャン・コーに対して行っていた。ドイツ人のコーチ、大学教授の Woldemar Gerschler、スウェーデン人の生理学者の Per-Olof Astrand などの話から着想を得て、200m走の間に30秒の回復を挟むインターバルを行っていた。

### 田畑法
立命館大学の田畑泉教授を中心としたグループによる1996年の研究に基づいた方法。スピードスケートのオリンピック選手に対して、20秒間の超高強度の運動を行い（170% VO2max）、10秒の休憩を取り、それを8セット（合計4分）行った。
このトレーニングは機械的にブレーキをかけた自転車エルゴメータを使っても行われた。田畑はこれを IE1 プロトコルと命名し、このトレーニングを週5回、7〜8セット行った。比較対象として、週5日イーブンペース（70% VO2max、中程度の負荷の有酸素運動）の運動だけを1時間を行ったアスリートと比較した。6週間後、イーブンペースのグループでは、最大酸素摂取量は53±5 〜 58±3 mL/(㎏·分) であり、無酸素運動能力に統計的に有意な改善は見られなかった。それに対して、高強度インターバルトレーニングを行ったグループは、最大酸素摂取量が 7 mL/(㎏·分) 増大し、無酸素運動能力も28%向上した。この結果から、高強度インターバルトレーニングは、有酸素運動能力と無酸素運動能力の両方の向上に効果があることが分かった。